# Leuctra paleo
Leuctra paleo är en bäcksländeart som beskrevs av Edward Bagnall Poulton och Stewart 1991. Leuctra paleo ingår i släktet Leuctra och familjen smalbäcksländor. Inga underarter finns listade i Catalogue of Life.